# Бучин, Сергей Станиславович
Сергей Станиславович Бучин (24 июня 1967, Куйбышев) — советский и российский футболист, игравший на позиции полузащитника.

## Клубная карьера
Является воспитанником куйбышевской ДЮСШ «Восход». Первые тренеры — Валерий Каноркин и Олег Аргасов.
Карьера профессионального игрока у Бучина началась в 1983 году, когда он в составе сильнейших футболистов области (Евгений Федотов, Вячеслав Сидоров, Виктор Развеев и Владимир Маслов) вместе с молодым Равилем Валиевым оказался в куйбышевских «Крыльях Советов». На финише сезона «Крылья Советов» участвовали в чемпионате РСФСР 1983 года, где стали чемпионами России, а один из голов забил Сергей Бучин.
Карьеру завершил в 25 лет из-за травм и нарушений спортивного режима.

## Достижения
командные
- Чемпионат РСФСР по футболу: победитель (1983) и бронзовый призёр (1984)
- Победитель Чемпионата БССР: 1986[6]
- Обладатель Суперкубка БССР: 1986[6]
- Победитель второй лиги СССР (4): 1983, 1984, 1987 и 1989

## Клубная статистика
| Выступление                 | Выступление      | Выступление      | Лига | Лига | Кубок | Кубок | Прочие | Прочие | Итого | Итого |
| Клуб                        | Лига             | Сезон            | Игры | Голы | Игры  | Голы  | Игры   | Голы   | Игры  | Голы  |
| --------------------------- | ---------------- | ---------------- | ---- | ---- | ----- | ----- | ------ | ------ | ----- | ----- |
| Крылья Советов              | вторая           | 1983             | 2    | 0    | —     | —     | 1      | 1      | 3     | 1     |
| Крылья Советов              | вторая           | 1984             | 22   | 10   | 1     | 0     | —      | —      | 23    | 10    |
| Крылья Советов              | первая           | 1985             | 33   | 7    | 2     | 1     | —      | —      | 35    | 8     |
| Крылья Советов              | вторая           | 1988             | 32   | 7    | 4     | 1     | —      | —      | 36    | 8     |
| Крылья Советов              | Итого            | Итого            | 89   | 24   | 7     | 2     | 1      | 1      | 97    | 27    |
| Искра (Смоленск)            | вторая           | 1987             | 30   | 1    | —     | —     | —      | —      | 30    | 1     |
| Искра (Смоленск)            | Итого            | Итого            | 30   | 1    | —     | —     | —      | —      | 30    | 1     |
| Рубин (Казань)              | вторая           | 1989             | 26   | 6    | —     | —     | —      | —      | 26    | 6     |
| Рубин (Казань)              | Итого            | Итого            | 26   | 6    | —     | —     | —      | —      | 26    | 6     |
| Локомотив (Нижний Новгород) | вторая           | 1989             | 4    | 0    | —     | —     | 4      | 2      | 8     | 2     |
| Локомотив (Нижний Новгород) | первая           | 1990             | 0    | 0    | 1     | 0     | —      | —      | 1     | 0     |
| Локомотив (Нижний Новгород) | Итого            | Итого            | 4    | 0    | 1     | 0     | 4      | 2      | 9     | 2     |
| Старт (Ульяновск)           | вторая           | 1990             | 16   | 6    | —     | —     | —      | —      | 16    | 6     |
| Старт (Ульяновск)           | вторая           | 1991             | 36   | 6    | —     | —     | —      | —      | 36    | 6     |
| Старт (Ульяновск)           | Итого            | Итого            | 52   | 12   | —     | —     | —      | —      | 52    | 12    |
| Лада (Димитровград)         | первая           | 1992             | 15   | 2    | 1     | 0     | —      | —      | 16    | 2     |
| Лада (Димитровград)         | Итого            | Итого            | 15   | 2    | 1     | 0     | —      | —      | 16    | 2     |
| Всего за карьеру            | Всего за карьеру | Всего за карьеру | 216  | 42   | 8     | 2     | 5      | 3      | 229   | 47    |

## Матчи за молодёжную сборную СССР
| №                                              | Дата       | Соперник     | Матч                | Счёт | Минуты   |
| ---------------------------------------------- | ---------- | ------------ | ------------------- | ---- | -------- |
| Молодёжная сборная СССР по футболу (до 18 лет) |            |              |                     |      |          |
| 1                                              | 11.05.1985 | Турция       | отбор ЧЕ-2016 (U18) | 1:1  | 90'      |
| 2                                              | 27.05.1985 | Румыния      | отбор ЧЕ-2016 (U18) | 2:3  | 46', 45' |
| 3                                              | 12.06.1985 | Чехословакия | отбор ЧЕ-2016 (U18) | 2:0  | 46', 45' |